# IBM Cassette BASIC
L'IBM Cassette BASIC va ser una versió del llenguatge de programació Microsoft BASIC llicenciat per a ús d'IBM en l'IBM PC. Estava inclòs dins la memòria ROM de 40 KiB del BIOS original de l'IBM PC. El «Cassette BASIC», va ser la interfície estàndard per a l'usuari si no hi havia discos durs o unitats de disc instal·lades, o si el carregador de l'arrencada no trobava un dispositiu que contingués el sistema operatiu. El nom «Cassette BASIC» va sorgir del fet que utilitzava cintes casset en lloc de disquets com a mitjà d'emmagatzematge estàndard.
Encara que va estar present en tots els PC d'IBM, almenys fins al model PS/2 80-111, el Cassette BASIC va deixar de ser útil al voltant del 1984, ja que la possibilitat de carregar o desar programes o dades sobre suport de casset va deixar de formar part del sistema operatiu en aquesta època.
El Microsoft GW-BASIC va ser el seu successor independent i compatible del «Cassette BASIC», i no necessitava la ROM original per funcionar.